# أولاد بوجمعة (أولاد بوجمعة)
أولاد بوجمعة هو دُوَّار يقع بجماعة فضالات، إقليم بنسليمان، جهة الدار البيضاء سطات في المملكة المغربية. ينتمي الدوّار لمشيخة أولاد بوجمعة التي تضم 4 دواوير. يقدر عدد سكانه بـ 2464 نسمة حسب الإحصاء الرسمي للسكان والسكنى لسنة 2004.

## روابط خارجية
- البوابة الوطنية للجماعات الترابية
- المندوبية السامية للتخطيط